# 양습
양습(梁習, ? ~ 230년)은 중국 삼국시대의 위나라의 관료이다. 자는 자우(子虞)이며, 예주 진군 자현(柘縣) 사람이다.

## 생애
위나라의 병주자사.
조조가 사공이 되면서 부름을 받아, 각지의 현령을 역임하며 공적을 쌓았다. 조조가 고간을 처단하고 병주를 지배한 뒤 병주자사가 되었으며, 흉노족을 설득해 변경 지역의 평화를 가져왔다. 조비 대에도 병주자사로 취임하였으며, 변경 경영의 공적은 천하제일이라 평가되었다. 조예 대에 대사농으로 임명된다.

## 같이 보기
- 삼국지 인물 목록